# Felice Cignani
Felice Cignani, né le 27 janvier 1660 et mort le 12 janvier 1724, est un peintre italien baroque qui est actif à Bologne à la fin du des XVIIe et au début du XVIIIe siècle.

## Biographie
Felice Cignani est le fils et l'élève de Carlo Cignani, comme son cousin Paolo Cignani (1709-1764).

## Sources
- (en) Cet article est partiellement ou en totalité issu de l’article de Wikipédia en anglais intitulé « Felice Cignani » (voir la liste des auteurs).